# Laura Cepeda de Golferichs
Laura Cepeda de Golferichs (Monterrey, Mèxic, 24 de juny de 1953) és una actriu i directora de càsting espanyola.

## Biografia
Filla de María de les Mercès de Golferichs i Héctor Manuel Cepeda, va néixer a Monterrey, on va viure fins a l'edat de cinc anys, quan la seva mare es va separar del seu padrastre i es va traslladar a viure a Barcelona, ciutat d'origen de la seva família.
Cursava estudis de Filosofia a la Universitat Autònoma de Barcelona a Bellaterra quan va ser detinguda per la policia franquista, arran de la seva participació en una manifestació a favor de Puig Antich i altres presos polítics. Va ser alliberada després d'un parell de dies d'interrogatori i condemnada a arrest domiciliari en espera de judici. No obstant això, la seva mare li va aconseguir un fals passaport i va abandonar el país amb la Transmediterrània, al costat d'un grup de turistes japonesos, amb la idea d'arribar a Itàlia.
Va viure a Milà 3 anys, on va cursar estudis superiors, llicenciant-se en Filosofia pura i art dramàtic en el Píccolo Teatre de Milà. Va estudiar interpretació amb Grotowski, Strasberg i McCallion entre altres traslladant-se després a Roma on va treballar com a actriu altres tres anys interpretant obres de Bertolt Brecht (Baal, 1977), Alfonso Gatto (Il Duelo, 1978) o Dario Fo (La storia di un soldato, 1979). De retorn a Espanya després de la mort del dictador, va desenvolupar una gran labor escènica amb l'aplaudiment de la crítica, protagonitzant obres com Amadeus de Peter Shaffer (Teatre Marquina, 1982), on interpretava a l'esposa del compositor, El zoo de cristal de Tennessee Williams, La noche de las Tríbadas de Per Olov Enquist (Teatro Alfil, 1994), el monòleg de Charlotte Bronte (Teatro Alfil, 1996), o Valeria y los pájaros de José Sanchis Sinisterra (2001) entre d'altres. En 2013 protagonitzà l'obra Todo sobre Vázquez de Jaime Palacios i durant 2014 i 2015 El Malestar que insiste d'Eduardo Racabarren. En 2018 protagonitza, adapta i produeix l'obra La Camarera de La Callas de Roberto D'Alessandro, monòleg basat en la vida de Bruna Lupoli assistent personal de la diva fins a la seva mort. També en 2018 estrena la seva obra Anikuni, una funció breu per a tres actors.
En 1994, Laura crea la seva pròpia productora, Respira Teatro, produint l'esmentada La noche de las Tríbadas i Escrito en el agua, sobre texts de Luis Cernuda (1995). En 1996, crea una nova empresa encara en funcions, Canalla Teatro, amb la que produeix La ley de la selva d'Elvira Lindo (1996), Bronte de William Luce (1996-1997) i Fidelidad, de Chazz Palminteri (1999).
També en cinema ha dut a terme una llarga carrera interpretant diferents papers en pel·lícules com F.E.N. (1979); Kargus (1982); Baton Rouge (1982) –la seva interpretació en aquesta obra li va valer la nominació als Premis Goya com a millor actriu de repartiment-; La Casa de Bernarda Alba (Mèxic, 1982) dirigida per Gustavo Alatriste, amb la supervisió de Luis Buñuel; Mirada líquida (1996, premi a la millor actriu en el festival d'Alexandria en 1997); Nosotras (2000) o Próximo Oriente (2006) de Fernando Colomo altres produccions. En 2013 va treballar per al director nord-americà Joe Lynch en la producció Everly, al costat de l'actriu Salma Hayek.
Més de vint sèries o pel·lícules de televisió han contat també amb la seva participació com a actriu, entre elles, Los gozos y las sombras (1981), Ramón y Cajal (1981), Los ladrones van a la oficina (1993), Tío Willy (1998-1999), La verdad de Laura (2002), Los simuladores (2007), o Hospital Central (2004, 2008).
Des de 2001, la seva principal activitat és la Direcció de Càsting o Repartiment, com ella prefereix cridar-ho. El seu estudi ha proporcionat actors a molts dels millors espots de televisió, així com a produccions de ficció, tant per a la gran pantalla com per a TV. Seus són els repartiments de sèries com Padre Coraje, Al filo de la ley, El síndrome de Ulises, Los simuladores, La Via Augusta o Cazadores de hombres. Per la selecció d'actors han confiat en ella directors de prestigi com Antonio Banderas (El camino de los ingleses), Fernando Colomo (Próximo Oriente, Rivales, Al sur de Granada), Benito Zambrano (Habana Blues, Padre coraje), Jaime Chávarri (Camarón), Manuel Huerga (Salvador (Puig Antich)), Sílvia Munt (Pretextos) o Judith Colell (53 días de invierno).

## Teatre
- Amadeus de Peter Schaffer, 1982
- La Dorotea de Lope de Vega, 1983
- La loca carrera del árbitro de Martínez Mediero, 1985
- Negro seco de Marisa Hares, 1985
- Paso a paso de R. Harris, 1986
- La extraña pareja de Neil Simon, 1987
- Historia de una muñeca abandonada d'Alfonso Sastre, 1989
- El desdén, con el desdén d'Agustín Moreto, 1990-1991
- El zoo de cristal de Tennessee Williams, 1993
- La noche de las tríbadas de Per Olov Enquist, 1994
- La ley de la selva d'Elvira Lindo, 1995
- Bronte de W. Luce, 1996
- Algo en común de H. Fierstein, 1997
- Fidelidad de Chazz Palminteri, 1999
- Valeria y los pájaros de J. Sanchís Sinisterra, 2000
- Todo sobre Vázquez de Jaime Palacios, 2013
- El malestar que insiste de Eduardo Recabarren, 2014
- La camarera de la Callas[3] (Vissi d'arte, vissi per Maria) de Roberto D'Alessandro, 2018
- Anikuni de Laura Cepeda

## Filmografia
- Il prato Dir. Germans Taviani (Itàlia, 1978. Italià)
- F.E.N. Dir. Antonio Hernández (Espanya 1979)
- Kargus Dir. J. Miñón (Espanya, 1982)
- La casa de Bernarda Alba (Mèxic, 1982)
- Apaga y vámonos Dir. A. Hernández (Espanya, 1983)
- Marga Dir. R. Alcázar (Espanya, 1987)
- L'ivresse de la metamorphose Dir. E. Molinaro (Txèquia-Espanya, 1987. Francès)
- Baton Rouge Dir. Rafael Moleón (Espanya, 1988)
- Una espía en mi cama Dir. G. Quintana (Espanya-USA, 1989. Anglès)
- El niño invisible Dir. R. Moleón (Espanya, 1995)
- Mirada líquida Dir. R. Moleón (Espanya, 1996)
- Náufragos 97 Dir. A. Pajares (Espanya, 1997)
- Nosotras Dir. J. Colell (Espanya, 2000)
- Grimm Dir. A. Van Warmerdam (Espanya-Holanda, 2003. Anglès)
- Próximo Oriente Dir. F. Colomo (Espanya, 2006)
- 53 días de invierno Dir. J. Colell (Espanya, 2006)
- Rivales Dir. F. Colomo (Espanya, 2008)
- Everly Dir. Joe Lynch (EUA, 2013)